# Michaël Llodra
Michaël Llodra (París, 18 de maig de 1980) és un extennista professional francès que va destacar en les proves de dobles masculins.
Va guanyar un total de cinc títols individuals i 26 de dobles masculins, destacant els tres títols de Grand Slam, dos Open d'Austràlia (2003, 2004) i un Wimbledon (2007). També va guanyar una medalla d'argent als Jocs Olímpics de Londres 2012. Va arribar al 21è lloc del rànquing individual i al tercer lloc del rànquing de dobles. Va formar part de l'equip francès de Copa Davis en diverses ocasions.

## Biografia
Fill de Sylvaine i Michel Llodra, que fou futbolista professional del Paris Saint-Germain FC. Té un germà gran anomenat Yann.
Es va casar amb Camille el 9 de setembre de 2003, amb la qual va tenir tres fills: Manon (2004), Teo (2007) i Louise.

## Torneigs de Grand Slam

### Dobles masculins: 7 (3−4)
| Resultat  | Núm. | Any  | Torneig              | Parella         | Oponents                      | Marcador              |
| --------- | ---- | ---- | -------------------- | --------------- | ----------------------------- | --------------------- |
| Finalista | 1.   | 2002 | Open d'Austràlia     | Fabrice Santoro | Mark Knowles Daniel Nestor    | 6−7(4), 3−6           |
| Guanyador | 1.   | 2003 | Open d'Austràlia     | Fabrice Santoro | Mark Knowles Daniel Nestor    | 6−4, 3−6, 6−3         |
| Guanyador | 2.   | 2004 | Open d'Austràlia (2) | Fabrice Santoro | Bob Bryan Mike Bryan          | 7−6(4), 6−3           |
| Finalista | 2.   | 2004 | Roland Garros        | Fabrice Santoro | Xavier Malisse Olivier Rochus | 5−7, 5−7              |
| Guanyador | 3.   | 2007 | Wimbledon            | Arnaud Clément  | Bob Bryan Mike Bryan          | 6−7(5), 6−3, 6−4, 6−4 |
| Finalista | 3.   | 2008 | Open d'Austràlia     | Arnaud Clément  | Jonathan Erlich Andy Ram      | 5−7, 6−7(4)           |
| Finalista | 4.   | 2013 | Roland Garros        | Nicolas Mahut   | Bob Bryan Mike Bryan          | 4−6, 6−4, 6−7(4)      |

## Jocs Olímpics

### Dobles masculins
| Any  | Campionat                          | Parella            | Oponents             | Resultat    |
| ---- | ---------------------------------- | ------------------ | -------------------- | ----------- |
| 2012 | Jocs Olímpics, Londres, Regne Unit | Jo-Wilfried Tsonga | Bob Bryan Mike Bryan | 4−6, 6−7(2) |

## Palmarès

### Individual: 10 (5−5)
| Llegenda (pre/post 2009)                                 |
| -------------------------------------------------------- |
| Grand Slams (0−0)                                        |
| Tennis Masters Cup / ATP Finals (0−0)                    |
| ATP Masters Series / ATP World Tour Masters 1000 (0−0)   |
| ATP International Series Gold / ATP World Tour 500 (1−0) |
| ATP International Series / ATP World Tour 250 (4−5)      |

| Títols per superfície |
| --------------------- |
| Dura (3−4)            |
| Gespa (2−1)           |
| Terra batuda (0−0)    |

| Resultat  | Núm. | Data                  | Torneig                         | Superfície | Oponent                | Marcador            |
| --------- | ---- | --------------------- | ------------------------------- | ---------- | ---------------------- | ------------------- |
| Finalista | 1.   | 11 de gener de 2004   | Adelaida, Austràlia             | Dura       | Dominik Hrbatý         | 4−6, 0−6            |
| Guanyador | 1.   | 20 de juny de 2004    | 's-Hertogenbosch, Països Baixos | Gespa      | Guillermo Coria        | 6−3, 6−4            |
| Finalista | 1.   | 19 de juny de 2005    | 's-Hertogenbosch                | Gespa      | Mario Ančić            | 5−7, 4−6            |
| Guanyador | 2.   | 6 de gener de 2008    | Adelaida                        | Dura       | Jarkko Nieminen        | 6−3, 6−4            |
| Guanyador | 3.   | 24 de febrer de 2408  | Rotterdam, Països Baixos        | Dura (i)   | Robin Söderling        | 6−7(3), 6−3, 7−6(4) |
| Finalista | 3.   | 22 de febrer de 2009  | Marsella, França                | Dura (i)   | Jo-Wilfried Tsonga     | 5−7, 6−7(3)         |
| Finalista | 4.   | 1 de novembre de 2009 | Lió, França                     | Dura (i)   | Ivan Ljubičić          | 5−7, 3−6            |
| Guanyador | 4.   | 21 de febrer de 2010  | Marsella                        | Dura (i)   | Julien Benneteau       | 6−3, 6−4            |
| Guanyador | 5.   | 19 de juny de 2010    | Eastbourne, Regne Unit          | Gespa      | Guillermo García López | 7−5, 6−2            |
| Finalista | 5.   | 26 de febrer de 2012  | Marsella (2)                    | Dura (i)   | Juan Martín del Potro  | 4−6, 4−6            |

### Dobles masculins: 48 (26−22)
| Llegenda (pre/post 2009)                                 |
| -------------------------------------------------------- |
| Grand Slams (3−4)                                        |
| Jocs Olímpics Argent (1)                                 |
| Tennis Masters Cup / ATP Finals (1−1)                    |
| ATP Masters Series / ATP World Tour Masters 1000 (3−8)   |
| ATP International Series Gold / ATP World Tour 500 (6−1) |
| ATP International Series / ATP World Tour 250 (13−7)     |

| Títols per superfície |
| --------------------- |
| Dura (19−14)          |
| Gespa (1−1)           |
| Terra batuda (2−6)    |
| Moqueta (4−1)         |

| Resultat  | Núm. | Data                   | Torneig                                   | Superfície   | Parella            | Oponents                              | Marcador                      |
| --------- | ---- | ---------------------- | ----------------------------------------- | ------------ | ------------------ | ------------------------------------- | ----------------------------- |
| Guanyador | 1.   | 8 de maig de 2000      | Mallorca, Espanya                         | Terra batuda | Diego Nargiso      | Alberto Martín Fernando Vicente       | 7−6(2), 7−6(3)                |
| Finalista | 1.   | 27 de gener de 2002    | Open d'Austràlia, Austràlia               | Dura         | Fabrice Santoro    | Mark Knowles Daniel Nestor            | 6−7(4), 3−6                   |
| Finalista | 2.   | 28 de juliol de 2002   | Los Angeles, Estats Units                 | Dura         | Justin Gimelstob   | Sébastien Grosjean Nicolas Kiefer     | 4−6, 4−6                      |
| Guanyador | 2.   | 26 de gener de 2003    | Open d'Austràlia                          | Dura         | Fabrice Santoro    | Mark Knowles Daniel Nestor            | 6−4, 3−6, 6−3                 |
| Finalista | 3.   | 20 d'abril de 2003     | Montecarlo, Mònaco                        | Terra batuda | Fabrice Santoro    | Mahesh Bhupathi Max Mirnyi            | 4−6, 6−3, 6−7(6)              |
| Finalista | 4.   | 11 de maig de 2003     | Roma, Itàlia                              | Terra batuda | Fabrice Santoro    | Wayne Arthurs Paul Hanley             | 1−6, 3−6                      |
| Finalista | 5.   | 5 d'octubre de 2003    | Metz, França                              | Dura (i)     | Fabrice Santoro    | Julien Benneteau Nicolas Mahut        | 6−7(2), 3−6                   |
| Finalista | 6.   | 2 de novembre de 2003  | París, França                             | Moqueta (i)  | Fabrice Santoro    | Wayne Arthurs Paul Hanley             | 3−6, 6−1, 3−6                 |
| Finalista | 7.   | 16 de novembre de 2003 | Tennis Masters Cup, Houston, Estats Units | Dura         | Fabrice Santoro    | Bob Bryan Mike Bryan                  | 7−6(6), 3−6, 6−3, 6−7(3), 4−6 |
| Finalista | 8.   | 11 de gener de 2004    | Adelaida, Austràlia                       | Dura         | Arnaud Clément     | Bob Bryan Mike Bryan                  | 5−7, 3−6                      |
| Guanyador | 3.   | 1 de febrer de 2004    | Open d'Austràlia (2)                      | Dura         | Fabrice Santoro    | Bob Bryan Mike Bryan                  | 7−6(4), 6−3                   |
| Finalista | 9.   | 6 de juny de 2004      | Roland Garros, França                     | Terra batuda | Fabrice Santoro    | Xavier Malisse Olivier Rochus         | 5−7, 5−7                      |
| Guanyador | 4.   | 23 d'agost de 2004     | Long Island, Estats Units                 | Dura         | Antony Dupuis      | Yves Allegro Michael Kohlmann         | 6−2, 6−4                      |
| Guanyador | 5.   | 31 d'octubre de 2004   | Sant Petersburg, Rússia                   | Moqueta (i)  | Arnaud Clément     | Dominik Hrbatý Jaroslav Levinský      | 6−3, 6−2                      |
| Finalista | 10.  | 15 de gener de 2005    | Sydney, Austràlia                         | Dura         | Arnaud Clément     | Mahesh Bhupathi Todd Woodbridge       | 3−6, 3−6                      |
| Guanyador | 6.   | 9 de maig de 2005      | Roma                                      | Terra batuda | Fabrice Santoro    | Bob Bryan Mike Bryan                  | 6−4, 6−2                      |
| Finalista | 11.  | 16 de maig de 2005     | Hamburg, Alemanya                         | Terra batuda | Fabrice Santoro    | Jonas Björkman Max Mirnyi             | 6−4, 6−7(2), 6−7(3)           |
| Guanyador | 7.   | 3 d'octubre de 2005    | Metz                                      | Dura (i)     | Fabrice Santoro    | José Acasuso Sebastián Prieto         | 5−2, 3−5, 5−4(4)              |
| Guanyador | 8.   | 31 d'octubre de 2005   | Lió, França                               | Moqueta (i)  | Fabrice Santoro    | Jeff Coetzee Rogier Wassen            | 6−3, 6−1                      |
| Guanyador | 9.   | 20 de novembre de 2005 | Tennis Masters Cup, Xangai, Xina          | Dura         | Fabrice Santoro    | Leander Paes Nenad Zimonjić           | 6−7(6), 6−3, 7−6(4)           |
| Guanyador | 10.  | 6 de novembre de 2006  | París                                     | Moqueta (i)  | Arnaud Clément     | Fabrice Santoro Nenad Zimonjić        | 7−6(4), 6−2                   |
| Guanyador | 11.  | 18 de febrer de 2007   | Marsella, França                          | Dura (i)     | Arnaud Clément     | Mark Knowles Daniel Nestor            | 7−5, 4−6, [10−8]              |
| Guanyador | 12.  | 8 de juliol de 2007    | Wimbledon, Regne Unit                     | Gespa        | Arnaud Clément     | Bob Bryan Mike Bryan                  | 6−7(5), 6−3, 6−4, 6−4         |
| Finalista | 12.  | 30 de setembre de 2007 | Bangkok, Tailàndia                        | Dura (i)     | Nicolas Mahut      | Sanchai Ratiwatana Sonchat Ratiwatana | 6−3, 5−7, [7−10]              |
| Guanyador | 13.  | 7 d'octubre de 2007    | Metz (2)                                  | Dura (i)     | Arnaud Clément     | Mariusz Fyrstenberg Marcin Matkowski  | 6−1, 6−4                      |
| Finalista | 13.  | 14 d'octubre de 2007   | Estocolm, Suècia                          | Dura (i)     | Arnaud Clément     | Jonas Björkman Max Mirnyi             | 4−6, 4−6                      |
| Finalista | 14.  | 27 de gener de 2008    | Open d'Austràlia (2)                      | Dura         | Arnaud Clément     | Jonathan Erlich Andy Ram              | 5−7, 6−7(4)                   |
| Guanyador | 14.  | 9 de març de 2008      | Las Vegas, Estats Units                   | Dura         | Julien Benneteau   | Bob Bryan Mike Bryan                  | 6−4, 4−6, [10−8]              |
| Guanyador | 15.  | 5 d'octubre de 2008    | Metz (3)                                  | Dura (i)     | Arnaud Clément     | Mariusz Fyrstenberg Marcin Matkowski  | 5−7, 6−3, [10−8]              |
| Guanyador | 16.  | 26 d'octubre de 2008   | Lió (2)                                   | Moqueta (i)  | Andy Ram           | Stephen Huss Ross Hutchins            | 6−3, 5−7, [10−8]              |
| Guanyador | 17.  | 22 de febrer de 2009   | Marsella (2)                              | Dura (i)     | Arnaud Clément     | Julian Knowle Andy Ram                | 3−6, 6−3, [10−8]              |
| Finalista | 15.  | 27 de setembre de 2009 | Metz (2)                                  | Dura (i)     | Arnaud Clément     | Colin Fleming Ken Skupski             | 6−2, 4−6, [5−10]              |
| Guanyador | 18.  | 21 de febrer de 2010   | Marsella (3)                              | Dura (i)     | Julien Benneteau   | Julian Knowle Robert Lindstedt        | 6−4, 6−3                      |
| Finalista | 16.  | 15 d'agost de 2010     | Toronto, Canadà                           | Dura         | Julien Benneteau   | Bob Bryan Mike Bryan                  | 5−7, 3−6                      |
| Finalista | 17.  | 13 de febrer de 2011   | Rotterdam, Països Baixos                  | Dura (i)     | Nenad Zimonjić     | Jürgen Melzer Philipp Petzschner      | 4−6, 6−3, [5−10]              |
| Finalista | 18.  | 8 de maig de 2011      | Madrid, Espanya                           | Terra batuda | Nenad Zimonjić     | Bob Bryan Mike Bryan                  | 3−6, 3−6                      |
| Guanyador | 19.  | 7 d'agost de 2011      | Washington DC, Estats Units               | Dura         | Nenad Zimonjić     | Robert Lindstedt Horia Tecău          | 6−7(3), 7−6(6), [10−7]        |
| Guanyador | 20.  | 14 d'agost de 2011     | Mont-real                                 | Dura         | Nenad Zimonjić     | Bob Bryan Mike Bryan                  | 6−4, 6−7(5), [10−5]           |
| Finalista | 19.  | 21 d'agost de 2011     | Cincinnati, Estats Units                  | Dura         | Nenad Zimonjić     | Mahesh Bhupathi Leander Paes          | 6−7(4), 6−7(2)                |
| Guanyador | 21.  | 9 d'octubre de 2011    | Pequín, Xina                              | Dura         | Nenad Zimonjić     | Robert Lindstedt Horia Tecău          | 7−6(2), 7−6(4)                |
| Finalista | 20.  | 16 d'cotubre de 2011   | Xangai, Xina                              | Dura         | Nenad Zimonjić     | Max Mirnyi Daniel Nestor              | 6−3, 1−6, [10−12]             |
| Guanyador | 22.  | 6 de novembre de 2011  | Basilea, Suïssa                           | Dura (i)     | Nenad Zimonjić     | Max Mirnyi Daniel Nestor              | 6−4, 7−5                      |
| Guanyador | 23.  | 19 de febrer de 2012   | Rotterdam                                 | Dura (i)     | Nenad Zimonjić     | Robert Lindstedt Horia Tecău          | 4−6, 7−5, [16−14]             |
| Finalista | 21.  | 5 d'agost de 2012      | Jocs Olímpics, Londres, Regne Unit        | Gespa        | Jo-Wilfried Tsonga | Bob Bryan Mike Bryan                  | 4−6, 6−7(2)                   |
| Guanyador | 24.  | 10 de febrer de 2013   | Montpeller, França                        | Dura (i)     | Marc Gicquel       | Johan Brunström Raven Klaasen         | 6−3, 3−6, [11−9]              |
| Guanyador | 25.  | 3 de març de 2013      | Dubai, Emirats Àrabs Units                | Dura         | Mahesh Bhupathi    | Robert Lindstedt Nenad Zimonjić       | 7−6(6), 7−6(6)                |
| Finalista | 22.  | 9 de juny de 2013      | Roland Garros (2)                         | Terra batuda | Nicolas Mahut      | Bob Bryan Mike Bryan                  | 4−6, 6−4, 6−7(4)              |
| Guanyador | 26.  | 16 de febrer de 2014   | Rotterdam (2)                             | Dura (i)     | Nicolas Mahut      | Jean-Julien Rojer Horia Tecău         | 6−2, 7−6(4)                   |

## Trajectòria

### Individual
| Open d'Austràlia | 2R  | A           | 1R          | 1R          | A     | 1R          | 1R          | 1R          | 1R    | 1R          | 2R          | 2R          | 3R    | 1R    | 1R  | 0 / 13   | 5 − 13   |
| Roland Garros | 1R  | 1R          | 1R          | 1R          | 4R    | 1R          | 1R          | 3R          | 4R    | 1R          | 1R          | 1R          | 2R    | 2R    | 1R  | 0 / 15   | 10 − 15  |
| Wimbledon | 2R  | 1R          | 1R          | 2R          | 1R    | 1R          | A           | 2R          | 1R    | 2R          | 2R          | 4R          | 1R    | 2R    | A   | 0 / 13   | 9 − 13   |
| US Open | A   | A           | 2R          | A           | 4R    | 1R          | A           | 2R          | 2R    | 1R          | 3R          | 2R          | 1R    | 1R    | 2R  | 0 / 11   | 10 − 11  |
| Jocs Olímpics | A   | No celebrat | No celebrat | No celebrat | A     | No celebrat | No celebrat | No celebrat | 2R    | No celebrat | No celebrat | No celebrat | A     | NC    | NC  | 0 / 1    | 1 – 1    |
| Total Victòries−Derrotes                                                                                                   | 5−7 | 6−11        | 12−17       | 2−10        | 20−12 | 10−22       | 4−10        | 13−18       | 23−21 | 17−16       | 29−22       | 17−22       | 12−14 | 13−13 | 4−6 | 187 −221 | 187 −221 |
| Rànquing a final d'any | 162 | 90          | 103         | 173         | 41    | 139         | 98          | 92          | 40    | 67          | 23          | 47          | 53    | 107   | 268 |          |          |
| Llegenda: G: Guanyador; F: Finalista; SF: Semifinalista; QF: Quarts de final; Q: Qualificació; A: Absent; RR: Round Robin; |     |             |             |             |       |             |             |             |       |             |             |             |       |       |     |          |          |

### Dobles masculins
| Torneig | 1999 | 2000 | 2001        | 2002        | 2003        | 2004  | 2005        | 2006        | 2007        | 2008  | 2009        | 2010        | 2011        | 2012  | 2013  | 2014 | Títols    | V − D     |
| --- | ---- | ---- | ----------- | ----------- | ----------- | ----- | ----------- | ----------- | ----------- | ----- | ----------- | ----------- | ----------- | ----- | ----- | ---- | --------- | --------- |
| Open d'Austràlia | A    | A    | 1R          | F           | G           | G     | QF          | 2R          | 1R          | F     | A           | 1R          | QF          | 3R    | 1R    | SF   | 2 / 13    | 35 − 11   |
| Roland Garros | 2R   | 1R   | QF          | 2R          | 3R          | F     | 2R          | 3R          | 3R          | 1R    | 1R          | 3R          | SF          | QF    | F     | 3R   | 0 / 15    | 32 − 15   |
| Wimbledon | A    | 2R   | 3R          | 1R          | 3R          | A     | QF          | A           | G           | A     | A           | QF          | SF          | 3R    | 2R    | SF   | 1 / 11    | 28 − 10   |
| US Open | A    | 1R   | 1R          | 2R          | SF          | 2R    | 1R          | QF          | 2R          | 1R    | QF          | 2R          | 3R          | 1R    | 3R    | 2R   | 0 / 15    | 19 − 13   |
| Jocs Olímpics | NC   | A    | No celebrat | No celebrat | No celebrat | QF    | No celebrat | No celebrat | No celebrat | 4t    | No celebrat | No celebrat | No celebrat | 2n    | NC    | NC   | 0 / 3     | 9 – 4     |
| Total Victòries−Derrotes                                                                                                   | 1−1  | 7−8  | 10−15       | 22−24       | 34−17       | 30−12 | 45−19       | 15−10       | 32−20       | 32−15 | 19−15       | 27−13       | 48−17       | 21−14 | 25−15 | 19−9 | 387 − 224 | 387 − 224 |
| Rànquing a final d'any | 271  | 93   | 67          | 28          | 12          | 12    | 9           | 36          | 17          | 18    | 49          | 29          | 5           | 33    | 24    | 26   |           |           |
| Llegenda: G: Guanyador; F: Finalista; SF: Semifinalista; QF: Quarts de final; Q: Qualificació; A: Absent; RR: Round Robin; |      |      |             |             |             |       |             |             |             |       |             |             |             |       |       |      |           |           |

### Dobles mixts
| Open d'Austràlia | A  | A  | A  | A  | A  | A  | A  | A  | A | A | A  | A | A  | 0 / 0  | 0 − 0  |
| Roland Garros | 1R | 1R | 2R | 1R | 2R | 1R | 1R | 1R | A | A | QF | A | 1R | 0 / 10 | 4 − 10 |
| Wimbledon | 3R | A  | A  | A  | A  | A  | A  | A  | A | A | A  | A | A  | 0 / 1  | 2 − 1  |
| US Open | A  | A  | A  | A  | A  | A  | A  | A  | A | A | A  | A | A  | 0 / 0  | 0 − 0  |
| Llegenda: G: Guanyador; F: Finalista; SF: Semifinalista; QF: Quarts de final; Q: Qualificació; A: Absent; RR: Round Robin; |    |    |    |    |    |    |    |    |   |   |    |   |    |        |        |

## Guardons
- Orde Nacional del Mèrit (2012)[1]